# Emil Tscheuschner
Karl Robert Emil Tscheuschner (* 4. Januar 1840 in Wesel; † 9. Oktober 1911 in Charlottenburg) war ein deutscher Ziegeleibesitzer und Schriftsteller.

## Leben
Emil Tscheuschner erlangte das Abitur an der Vereinigten höheren Bürgerschule und Gelehrtenschule in Wesel. Anschließend studierte er an der Bergakademie Freiberg. 1860 wurde er Mitglied des Corps Franconia Freiberg. Im Studienjahr 1861/62 noch Studierender, schloss er das Studium als Ingenieur ab und wechselte an die Universität Göttingen, an der er 1863 zum Dr. phil. promoviert wurde. Später war er Ziegeleibesitzer in Weimar. Dieses war die Dürrenbacher Hütte.
Tscheuschner publizierte zahlreiche Fachliteratur zur Bearbeitung von Metallen sowie zur Fabrikation und Bearbeitung von Glas. Weiterhin schrieb er ein dramatisches Theaterstück.

## Schriften
- Ein Beitrag zur Metallurgie des Eisens, 1863
- Handbuch der Metalldekorierung oder das Dekorieren und Verfeinern der Metallwaren, des Glases, Porzellans und der Gewebe im Feuer, sowie auf chemischem und galvanischem Wege, 5. Auflage 1883. In: Neuer Schauplatz der Künste und Handwerke, Nr. 133
- Handbuch der Glasfabrikation nach allen ihren Haupt- und Nebenzweigen – Atlas, 1885 (zusammen mit A. Graeger, Bernhard Friedrich Voigt) (5. Auflage von Leng-Graegers Handbuch der Glasfabrikation)
- Paul Simon’s Walzverfahren zur Herstellung von Tafelglas, 1889
- Handbuch der Porzellan- und Glasmalerei, 1890 (zusammen mit Karl Strele)
- Die Metallfärbung, 6., von Otto Lippmann gänzlich neubearbeitete Auflage, 1919
- Glasindustrie-Kalender 1897
- Glasindustrie-Kalender 1898
- Schloss Bergk: Dramatisches Charakterbild in vier Aufzügen, 1887